# نيل فوستر
نيل فوستر (6 مايو 1962 في المملكة المتحدة - ) (بالإنجليزية: Neil Foster)‏ هو لاعب كريكت بريطاني. شارك مع منتخب إنجلترا للكريكت. أما مع النوادي، فقد لعب مع نادي مقاطعة ساسكس للكريكت ‏ وGauteng (cricket team) ‏ وNorfolk County Cricket Club ‏.

## وصلات خارجية
- نيل فوستر على موقع إي آس بي آن كريك إنفو (الإنجليزية)